# ヤマハ・FZR750
ヤマハ・FZR750（エフゼットアールななひゃくごじゅう）は、ヤマハ発動機が設計製造した4ストローク749ccのオートバイ。1985年に使用された競技専用モデルと、1987年に発売された公道走行モデル（レーサーレプリカ）の2系統がある。

## 競技専用モデル

### FZR750 (0W74)

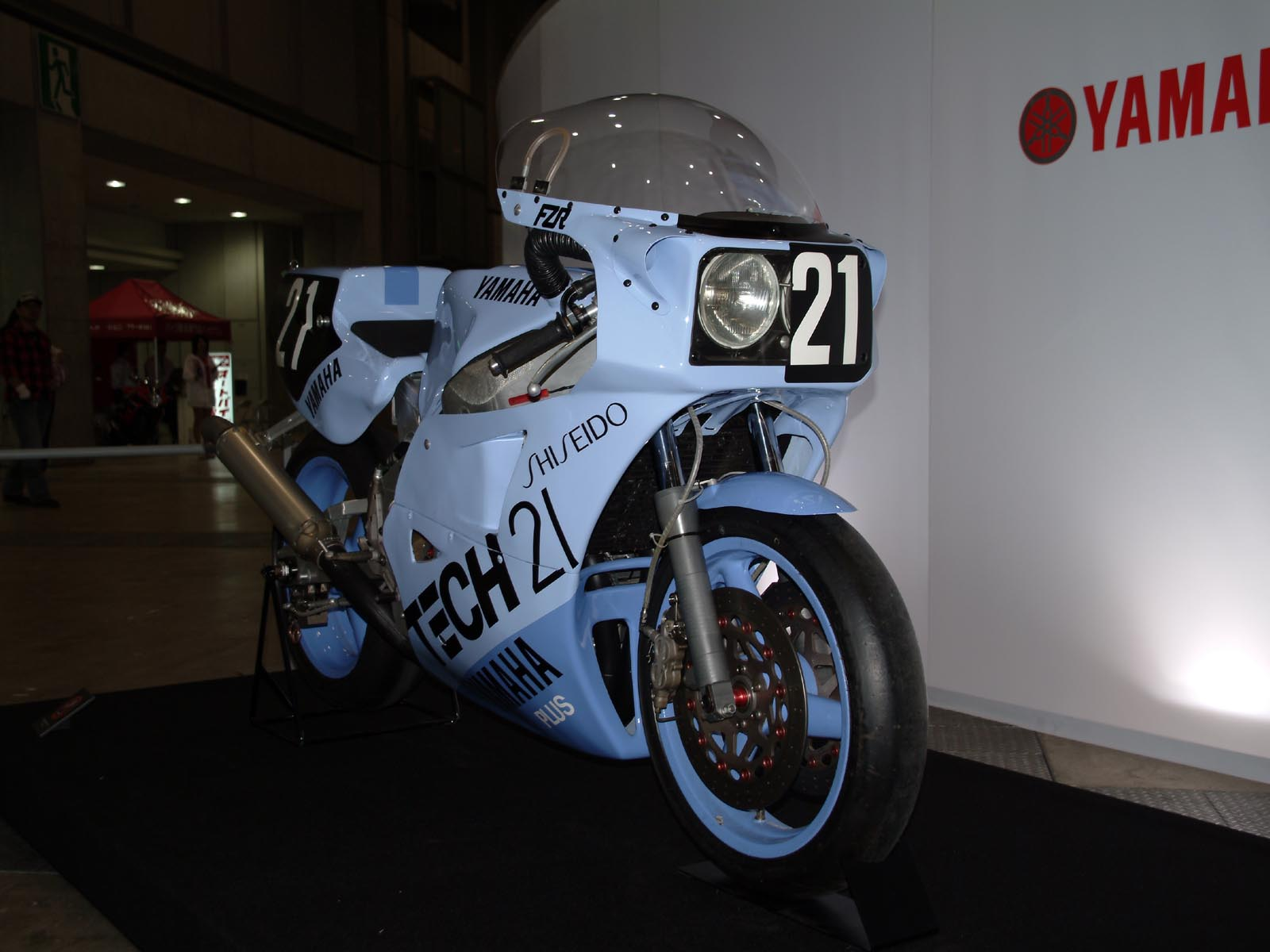
TECH21カラー FZR750 鈴鹿8時間耐久レース仕様

FZR750（開発コード：0W74）は1985年の全日本ロードレース選手権TT-F1クラスおよび鈴鹿8時間耐久ロードレースに参戦するため開発された、ヤマハ初の4ストロークファクトリーマシンである。1985年に発売された市販スポーツモデル「ジェネシス」FZ750をベースに設計された。
フレームはGPレーサーYZR500 (0W70) に始まる専用設計のアルミ製デルタボックスフレーム。水冷DOHC5バルブ並列4気筒エンジンの最高出力は95.6 kW (130 PS) 以上。シリンダー前傾角をFZ750の45度から35度に変更して搭載し、ホイールベースの短縮を図った。それでもYZR500よりも100 mm位は長く、開発初期にはテストライダーの上野真一から「物干し竿を振り回しているよう」と苦言を呈された。
耐久レース仕様は海外での24時間レース出場を見据えて2灯ヘッドライトを搭載。現地調達可能な自動車用130 mm径ライトを選んだが、ヘッドライトケースが角張った形状になり「水中メガネ」「まな板」とも呼ばれた。また、アッパーカウル左右のエアインテークから引き込んだ空気をパイプを通してエアクリーナー（キャブレター）へ送るF.A.I.（フレッシュ・エア・インテーク）を採用。高速走行時にはラム圧で充填効率が上がり、出力向上に貢献する。

#### 活動履歴
ヤマハは2ストローク主体のレース活動を行っていたが、TT-F1マシンの排気量上限が1000 ccから750 ccになったのを機に、1984年にXJ750EベースのXJ750R（開発コード：0U28）を投入。鈴鹿8耐は上野真一・河崎裕之組が5位入賞した。
翌1985年より本格的なファクトリー活動に入り、ニューマシンFZR750の開発を担当する上野の1台体制で全日本ロードレース選手権TT-F1クラスに参戦。開幕戦鈴鹿ビッグ2&4で予選2位を獲得した（決勝リタイア）。
1985年の鈴鹿8耐は上野・河崎組に加え、全日本ロードレース選手権500ccクラスを2連覇していたヤマハのエース平忠彦が、世界GP500ccクラスを3連覇し1983年一杯で第一線を退いていた「キング・ケニー」ことケニー・ロバーツとコンビを組んだ。平をCMキャラクターに起用した資生堂の男性用化粧品ブランド「TECH21（テックツーワン）」がチームスポンサーとなり、平・ロバーツ組のFZR750はイメージカラーである薄紫色にペイントされた。
ロバーツは鈴鹿初走行ながら予選で唯一2分19秒台を記録しポールポジションを獲得。決勝はロバーツがル・マン式スタートのエンジン始動に手間取り最後方まで後退したが、ハイペースで2位までポジションを挽回し、ライダー交代後に平がトップに浮上。その後も危なげない走りで2位に1分30秒差をつけ独走態勢を固めたが、チェッカーまで残り30分となった午後6時58分、エンジンのバルブ折損のため白煙を吹きスローダウン。182周目、平がコース上のゴールライン手前でマシンを止め、チームスタッフと話し合ったあとマシンを降りリタイアした（リザルトは17位）。
その後、このマシンはフランスのソノート・ヤマハチームに託され、フレンチブルーのゴロワーズカラーに塗り変えられ、1カ月半後にポール・リカール・サーキットで行われたボルドール24時間耐久ロードレースに出場。クリスチャン・サロン、ジャック・コルヌー、ティエリー・エスピ組が走行した。この時も予選ポールポジションからトップを快走したが、トラブルによりレース中盤リタイアした。
1986年のTT-F1マシンはYZF750（開発コード：0W80）と改称された。

## 市販モデル

### FZR750(2LM)

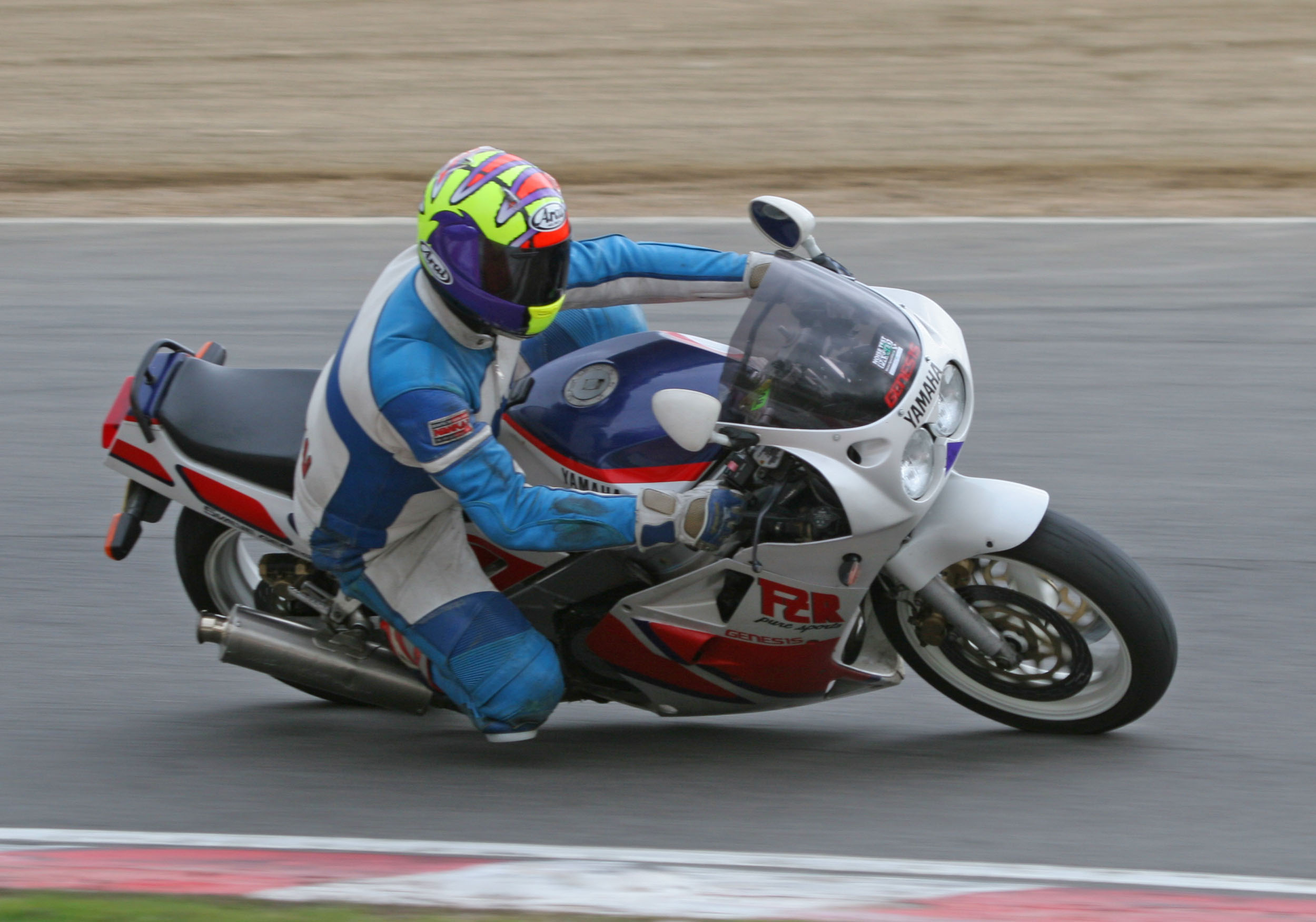
FZR750

レーサーレプリカ系のフラッグシップモデルFZR1000 (2GH1) と同時発売されたモデル。エンジンはFZ750の転用であるが、車体その他はFZR1000（2GH1）と共用である。当時の大型車販売750cc規制のため、欧州仕様のFZR1000 (2GH1) を日本仕様に仕立て直した車種である。
- 型式:2LM1
- 発売:1987年
- 定員:2名
- 仕向地:日本

### FZR750R(OW01)

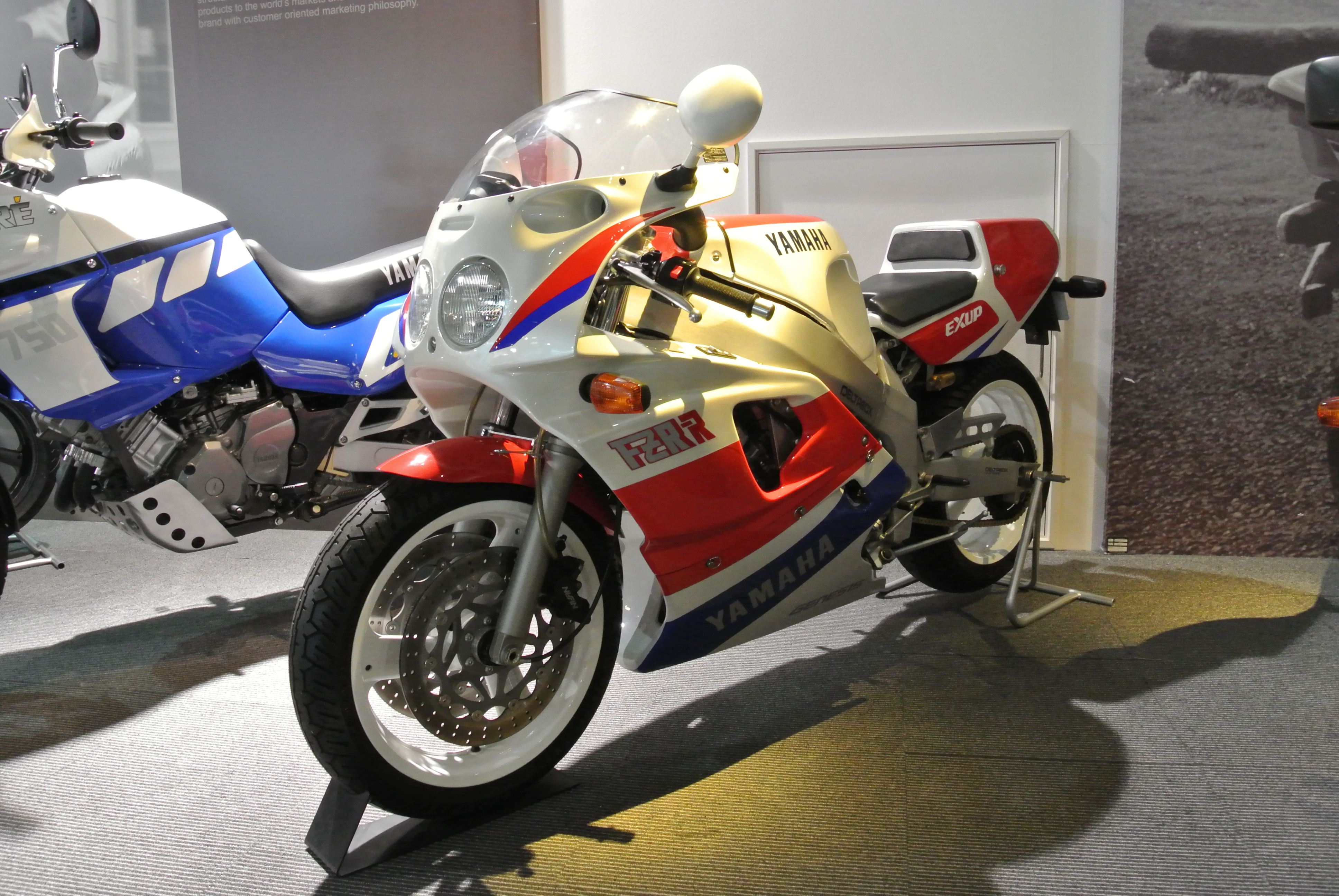
FZR750R（ヤマハ・コミュニケーションプラザ）

当時の4サイクルロードレースTT-F1用ワークスマシン「YZF750」とほぼ同じ車体構成で登場したスーパーバイク世界選手権参戦用のホモロゲーション車種。国内販売は500台限定。日本国外へは1992年まで販売された。国内仕様と輸出仕様では最高出力が77PS/121PSの他に、フロントカウルのライト周りのデザイン、フェンダー、グラフィック等が異なる。オールFRPカウル、オーリンズリアサスペンション、チタンコンロッド、EXUPを標準装備し、保安部品を外せばすぐレース参戦できるポテンシャルを有していた。車体マッチングと市販車へ初めて採用されたオーリンズサスペンションの最終テストはドイツ、ニュルブルクリンクサーキットの旧コースで行われた。
OW01(英語版では0W01)と言う名称は、車輌開発時の試作呼称である。ロードレース用オートバイ開発の社内呼称と同じ開発時の呼称を用いた最初の市販車ということでOW01(0W01)とされた。国内販売価格は200万円で(1989年当時)、高価格帯だったが予約抽選で完売した。抽選に外れた者にはヤマハからこの車両のスケルトンモデルのテレホンカードが配られた。
- 型式:3FV1
- 発売:1989年3月[9]
- 定員:1名
- 国内限定500台(輸出仕様は含まず)